# 宋纯鹏
宋纯鹏（1962年1月—），汉族，河南省民权县人，中华人民共和国教育界人物、第十一、十二、十三届全国政协委员。1983年取得新乡师范学院生物学系学士，1990年取得北京大学植物生理学硕士学位，1997年取得中国农业大学植物生理学专业理学博士学位。1986年6月开始在河南大学生物系任教。加入中国民主促进会，担任民进河南省委副主委，曾任河南大学生命科学学院院长、植物逆境生物学重点实验室主任，2006年5月任河南大学副校长。2008年，当选第十一届全国政协委员，代表教育界，分入第四十一组。2017年9月任河南大学校长。2018年1月，当选第十三届全国政协委员。2022年6月卸任河南大学校长。